# Igreja Matriz de Paracatu
A Igreja Matriz de Paracatu tem características peculiares que a distinguem do restante da antiga capitania da arquitetura religiosa setecentista de Minas Gerais. É destituída de torres e é a única matriz existente em Minas que ostenta essa condição. Segundo o IPHAN, a fachada da matriz de Paracatu teria influência maior do estilo goiano de se fazer igrejas.